# Пономарьов Іван Дмитрович
Іва́н Дми́трович Пономарьо́в (9 вересня 1938, село Димитрівці, Шахтарський район, Донецька область) — українець, колишній голова Донецької облради.

## Життєпис
Освіта: Кримський сільськогосподарський інститут, учений агроном.
- 1963–1985 — на комсомольській і партійній роботі в Амвросіївському районі.
- 1985–1994 — директор птахофабрики «Амвросіївська».
- З червня 1994 — голова Амвросіївської райради народних депутатів.
- Серпень 1995 — грудень 1996 — голова Амвросіївська райдержадміністрації.
- 4 жовтня 1996 — 14 травня 1999 — голова Донецької облради.

Ордени «Знак Пошани» (2), 3 медалі. Орден «За заслуги» III ступеня (вересень 1998).
Дружина Віра Гнатівна; дочка Лариса — учитель.

## Джерело
- Довідка [Архівовано 28 вересня 2013 у Wayback Machine.]